# Anna Laetitia Barbauld
Anna Laetitia Barbauld (bɑrˈboʊld, ou peut-être /bɑrˈboʊ/ comme en français, née Aikin, 20 juin 1743 – 9 mars 1825) était une célèbre poétesse romantique, essayiste et autrice de littérature pour enfants anglaise.
« Femme de lettres » ayant publié des œuvres de divers genres, Anna Laetitia Barbauld eut une carrière couronnée de succès, à une époque où les femmes écrivains professionnelles étaient rares. Elle était une enseignante appréciée de la Palgrave Academy et une écrivaine pour enfants innovante : ses livres de lecture comme Lessons for Children ont mis en place un modèle de pédagogie utilisé pendant plus d'un siècle. Ses essais ont démontré qu'il était possible pour une femme de s'engager publiquement en politique, et d'autres femmes écrivains l'imitèrent. Plus important encore, sa poésie joua un rôle décisif dans le développement du romantisme en Angleterre. Anna Barbauld fut également critique littéraire et son anthologie des romans britanniques du XVIIIe siècle ont contribué à l'élaboration du canon actuel.
Sa carrière littéraire prit brutalement fin en 1812 avec la publication du poème Eighteen Hundred and Eleven, qui critiquait la participation de la Grande-Bretagne aux guerres napoléoniennes. Des critiques virulentes la choquèrent et elle ne publia rien d'autre durant le reste de sa vie. Sa réputation fut encore salie quand de nombreux poètes romantiques qui s'étaient inspirés d'elle au début de la Révolution française se retournèrent ensuite contre elle dans leur période plus conservatrice. Durant le XIXe siècle, on ne se rappelle Anna Barbauld que comme un écrivain pour enfants au ton pédant, et elle est pratiquement oubliée pendant le XXe siècle ; mais la montée des critiques littéraires féministes dans les années 1980 renouvelèrent l'intérêt porté à ses œuvres et restaurèrent sa place dans l'histoire littéraire.

## Jeunesse

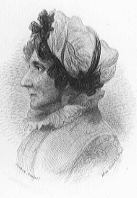
Anna Laetitia Barbauld

Anna Laetitia Aikin naquit le 20 juin 1743 à Kibworth Harcourt dans le Leicestershire. Son père, le révérend John Aikin, était le directeur de l'Académie dissidente de la ville, et ministre d'une église presbytérienne des environs. La situation de sa famille à Kibworth permit à Anna Laetitia d'étudier le latin, le grec, le français et l'italien, et d'autres matières généralement considérées comme non adaptées aux femmes à cette époque. Son penchant pour les études déplaisait à sa mère, qui s'attendait à la voir finir vieille fille si elle devenait intellectuelle ; Anna Laetitia ne fut jamais aussi proche d'elle que de son père. Cependant, sa mère était fière de ses réussites, et écrivit plus tard à propos de sa fille : « J'ai en effet connu une petite fille qui avait aussi soif d'apprendre que ses instructeurs pouvaient avoir soif de lui enseigner, et qui à deux ans pouvait lire des phrases et de petites histoires dans son livre, couramment, sans épeler ; et qui six mois plus tard savait lire aussi bien que la plupart des femmes ; mais je n'en ai jamais connu une autre pareille, et je crois que je n'en connaîtrai jamais. »
En 1758, la famille Aikin déménagea à Warrington, le révérend ayant accepté un poste d'enseignant à la Warrington Academy. L'académie forma plusieurs lumières du moment, comme le philosophe et théologien Joseph Priestley, et était surnommée « l'Athènes du Nord » pour son atmosphère intellectuelle stimulante. Une autre personnalité célèbre de l'académie était peut-être Jean-Paul Marat, car les archives de l'établissement suggèrent qu'il y fut « maître de français » durant les années 1770. Il pourrait avoir aussi été un soupirant d'Anna Laetitia : il aurait écrit à John Aikin son intention de devenir citoyen anglais pour l'épouser. Archibald Hamilton Rowan tomba également amoureux d'elle et la décrivit comme « possédée d'une grande beauté, dont elle garda des traces distinctes jusqu'à la fin de sa vie. Sa personne était mince, son teint exquis et clair avec tous les signes d'une santé parfaite ; ses manières étaient correctes et élégantes, et ses yeux bleu foncé brillaient de la lumière de l'esprit et de l'imagination. » Malgré les angoisses de sa mère, Anna Laetitia reçut de nombreuses demandes en mariage à cette époque, mais elle les refusa toutes.

## Premiers succès littéraires et mariage

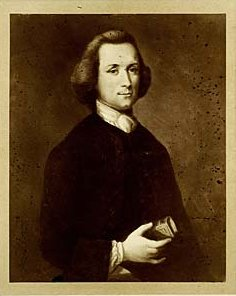
Joseph Priestley (vers 1763): Mme Barbauld m'a dit que c'était la lecture de certains de mes vers qui l'ont d'abord encouragée à écrire en vers.

En 1773, Anna Laetitia Aikin publia son premier livre de poèmes, sous l'impulsion de ses amis qui avaient apprécié ses vers et l'avaient encouragée à les faire éditer. Le recueil, simplement intitulé Poems (« Poèmes »), fut édité quatre fois en seulement un an et Anna Laetitia fut surprise par son propre succès. Elle devint une figure littéraire respectée rien que pour Poems. La même année, elle pulia Miscellaneous Pieces in Prose (« Pièces diverses en prose ») conjointement avec son frère John Aikin, qui fut également bien reçu. Les essais qu'il contenait (dont beaucoup étaient d'Anna Laetitia) furent comparés favorablement à ceux de Samuel Johnson.
En mai 1774 malgré quelques « doutes », Anna Laetitia épousa Rochemont Barbauld, petit-fils d'un huguenot français et ancien élève de la Warrington Academy. Selon sa nièce Lucy Aikin :
« (Son) attachement à M. Barbauld était l'illusion d'une imagination romantique — non d'un cœur tendre. Si ses vrais sentiments avaient été provoqués plus tôt par une atmosphère plus intellectuelle, elle ne se serait jamais permis d'être prise par de folles démonstrations de passion amoureuse, d'être ébranlée par des manières françaises théâtrales, ou de concevoir une passion aussi exagérée comme une base sûre sur laquelle fonder une structure sobre de bonheur domestique. Mon père a supposé que cette union mal faite est due en grande partie à la mauvaise influence de Julie ou la Nouvelle Héloïse de Jean-Jacques Rousseau, M. B. tenant le rôle de Saint-Preux. (Anna Laetitia Barbauld) a été informée par un bon ami qu'il avait déjà subi une attaque de folie, et qu'elle devait rompre ses fiançailles à cause de cela. « Alors », a-t-elle répondu, « si je devais le décevoir maintenant, il deviendrait certainement fou. » Il n'y avait rien à répondre à cela ; et avec une sorte de générosité désespérée, elle s'est ruée vers son destin mélancolique. »
Après le mariage, le couple déménagea dans le Suffolk, où Rochemont Barbauld avait reçu le poste de directeur d'une congrégation et d'une école de garçons. Anna Laetitia Barbauld en profita pour réécrire certains psaumes du Livre des Psaumes, une occupation courante au XVIIIe siècle, et les publia sous le nom de Devotional Pieces Compiled from the Psalms and the Book of Job (« Pièces de dévotion compilées des Psaumes et du Livre de Job »). Un de ses essais est lié à ce travail : Thoughts on the Devotional Taste, on Sects and on Establishments, qui explique sa théorie du sentiment religieux et des problèmes inhérents à l'institutionnalisation de la religion.
Il semble qu'Anna Laetitia Barbauld et son mari s'inquiétaient de ne jamais avoir d'enfant, et, en 1775, après seulement un an de mariage, elle demanda à son frère de lui permettre d'adopter un de ses enfants : « Je suis consciente que ce n'est pas une petite chose que nous demandons là, pas plus qu'il n'est facile pour un parent de se séparer de son enfant. C'est pourquoi je dirais que sur un grand nombre, on peut facilement prendre un. Quoiqu'il y ait une grande différence entre avoir un enfant ou ne pas en avoir, je pense qu'il n'y a que peu ou pas de différence entre en avoir trois, ou quatre ; cinq, ou six ; car quatre ou cinq sont assez pour exercer tout son content de soin et d'affection. Nous y gagnerions, mais tu n'y perdrais pas. »
Finalement, son frère accepta et le couple adopta son fils Charles. C'est pour lui qu'Anna Laetitia Barbauld écrivit ses deux livres les plus célèbres : Lessons for Children (« Leçons pour les enfants », 1778-1779) et Hymns in Prose for Children (« Hymnes en prose pour les enfants », 1781).

## Palgrave Academy
Anna Laetitia Barbauld et son mari passèrent onze ans à enseigner à la Palgrave Academy dans le Suffolk. Rapidement, elle ne fut pas amenée à diriger seulement sa maison, mais aussi celle de l'école — elle y était comptable, femme de ménage et gouvernante. À l'ouverture de l'école, il n'y avait que huit élèves, mais quand les Barbauld la quittèrent en 1785, il y en avait environ quarante, preuve de l'excellente réputation que l'école avait acquise. Les principes éducatifs des Barbauld attirèrent les dissidents anglais ainsi que les anglicans. Palgrave remplaçait la discipline des écoles traditionnelles comme Eton, basée sur les châtiments corporels, par un système « d'amendes et de travaux d'intérêt général », ainsi que, apparemment, par des « procès de jeunes », c'est-à-dire des procès dirigés par et pour les élèves eux-mêmes. De plus, à la place des études classiques habituelles, l'école offrait un programme pratique mettant en avant les sciences et les langues modernes. Anna Laetitia Barbauld enseigna elle-même les fondamentaux de la lecture et de la religion aux plus jeunes, et la géographie, l'histoire, la composition, la rhétorique et la science aux classes les plus avancées. C'était une enseignante très impliquée, produisant une « chronique hebdomadaire » de l'école et écrivant des pièces de théâtre jouées par les élèves. Elle eut une grande influence sur beaucoup de ses élèves ; l'un d'entre eux, William Taylor, qui devint un grand spécialiste de la littérature allemande, appelait Anna Laetitia Barbauld « la mère de son esprit ».

## Engagement politique et Hampstead

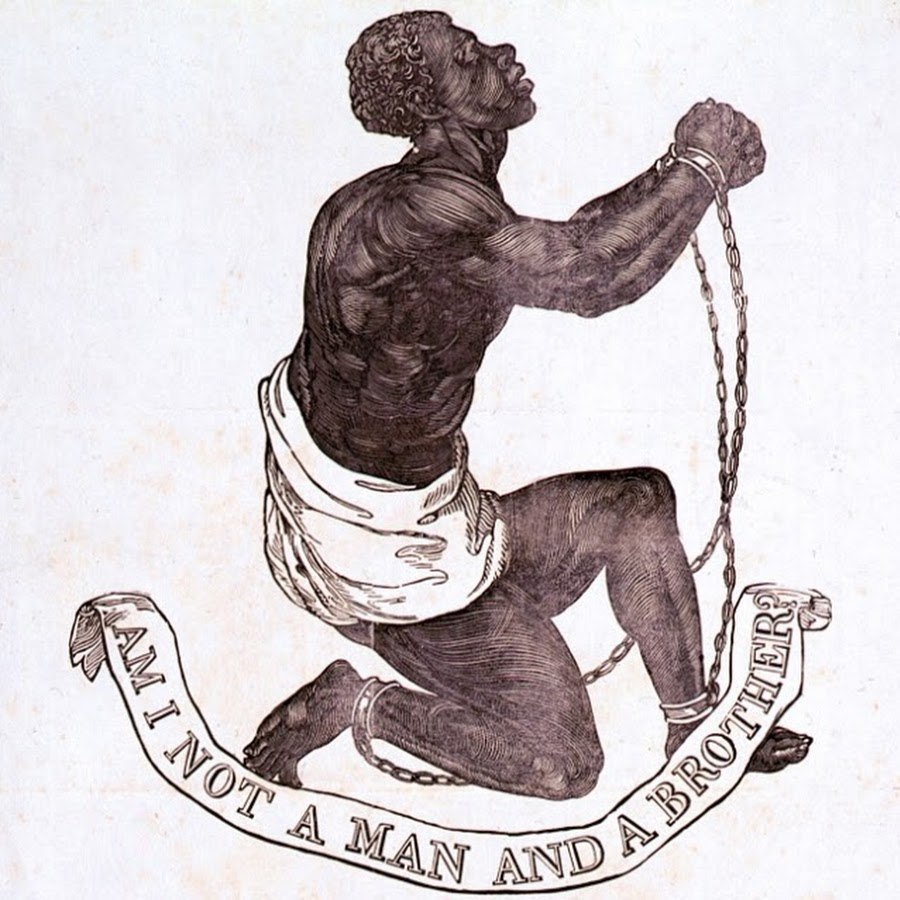
Dessin du médaillon du Committee for the Abolition of the Slave Trade, par Josiah Wedgwood

En septembre 1785, le couple Barbauld quitta Palgrave pour un tour de France ; la santé mentale de Rochemont s'était détériorée et il n'était plus capable de continuer son travail d'enseignement. En 1787, ils déménagèrent à Hampstead, où Rochemont s'était vu proposer la direction d'une chapelle presbytérienne. Anna Laetitia Barbauld se lia d'amitié avec la poétesse Johanna Baillie. Même s'ils ne tenaient plus une école, le couple n'abandonna pas sa tâche d'éducation ; ils avaient souvent auprès d'eux un ou deux élèves qui leur avaient été recommandés par des amis.
C'est à cette époque, à l'aube de la Révolution française, qu'Anna Laetitia Barbauld publia ses œuvres politiques les plus radicales. De 1787 à 1790, Charles James Fox tenta de convaincre la Chambre des communes de voter une loi accordant les droits de citoyens à part entière aux Dissidents anglais. Quand cette loi fut rejetée pour la troisième fois, Anna Laetitia Barbauld publia l'un de ses pamphlets les plus passionnés : An Address to the Opposers of the Repeal of the Corporation and Test Acts. Les lecteurs furent choqués de découvrir qu'une argumentation aussi bien raisonnée provenait d'une femme. En 1791, après la tentative ratée de William Wilberforce de rendre le commerce d'esclaves hors-la-loi, elle publia Epistle to William Wilberforce Esq. On the Rejection of the Bill for Abolishing the Slave Trade, qui ne se contentait pas de plaindre le sort des esclaves, mais avertissait également les Britanniques de la dégénérescence culturelle et sociale qu'ils risquaient s'ils n'abandonnaient pas la pratique de l'esclavage. En 1792, elle reprit ce thème de responsabilité nationale dans un sermon contre la guerre, Sins of Government, Sins of the Nation, qui affirmait que chacun est responsable des actions de la nation : « Nous sommes appelés à nous repentir des péchés de la nation, car nous pouvons les aider, et parce que nous devons les aider. »

## Stoke Newington et la fin d'une carrière littéraire

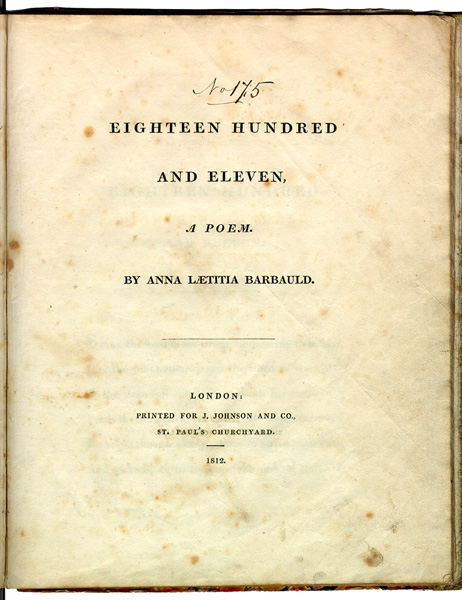
Page de titre original de Eighteen Hundred and Eleven

En 1802, le couple Barbauld s'installa à Stoke Newington où Rochemont devint pasteur de la chapelle de Newington Green. Anna Laetitia Barbauld apprécia de revenir près de son frère John Aikin, car la santé mentale de son mari déclinait rapidement. Rochemont développait « une violente antipathie pour sa femme, et il était susceptible d'avoir des attaques de folie furieuse dirigées contre elle. Un jour au dîner, il a attrapé un couteau et l'a poursuivie autour de la table, et elle n'a pu se sauver qu'en sautant par la fenêtre. » De telles scènes se répétèrent, attristant et mettant en danger Anna Laetitia Barbauld, mais elle refusa de quitter son mari. Rochemont se noya dans la New River en 1808, et elle fut rongée par le chagrin. Lorsqu'elle se remit à l'écriture, elle publia Eighteen Hundred and Eleven (1812), qui décrivait l'Angleterre comme une ruine. L'œuvre fit l'objet de critiques si virulentes qu'Anna Laetitia Barbauld ne publia plus rien d'autre durant le reste de sa vie, quoiqu'il soit désormais considéré par les spécialistes comme sa plus belle réussite poétique. Elle mourut en 1825 alors qu'elle était une écrivain renommée, et fut enterrée dans le caveau familial de St Mary à Stoke Newington. Après sa mort, une stèle de marbre fut dressée dans la chapelle de Newington Green avec l'inscription suivante :

## Postérité
À sa mort, Anna Laetitia Barbauld fut acclamée par Newcastle Magazine comme « incontestablement la première (meilleure) de nos poétesses, et l'un des plus éloquents et puissants de nos écrivains » ; l'Imperial Magazine affirma que « aussi longtemps que les lettres seront cultivées en Grande-Bretagne, ou à quelque endroit où la langue anglaise sera connue, le nom de cette dame sera respecté ». Elle fut favorablement comparée à Joseph Addison et Samuel Johnson, ce qui était extraordinaire pour une femme écrivain du XVIIIe siècle. Cependant, en 1925, on ne se souvenait d'elle que comme d'une auteur pour enfants moralisante, au mieux. Ce ne fut qu'à l'avènement de la critique littéraire féministe dans les années 1970 et 1980 qu'Anna Laetitia Barbauld commença à être réintégrée dans l'histoire littéraire.
La disparition d'Anna Laetitia Barbauld du paysage littéraire est due à plusieurs raisons. L'une des plus importantes est le dédain de Samuel Taylor Coleridge et William Wordsworth, deux poètes ayant connu une période radicale dans leur jeunesse, et ayant puisé leur inspiration dans sa poésie, mais plus tard, étant entrés dans une période plus conservatrice, ils rejetèrent ses œuvres. Une fois ces poètes reconnus, leurs opinions firent autorité. De plus, le ferment intellectuel auquel Anna Laetitia Barbauld avait largement contribué — en particulier dans les Académies dissidentes — fut, au XIXe siècle, associé à la classe moyenne « philistine », comme l'appelle Matthew Arnold. La bourgeoisie réformiste du XIXe siècle, à cette époque, fut tenue pour responsable des excès et des abus de l'ère industrielle.
Alors que les études littéraires se développaient en une discipline à part entière à la fin du XIXe siècle, l'histoire des origines du romantisme anglais se développa en même temps ; selon cette version de l'histoire littéraire, Coleridge et Wordsworth étaient les poètes dominants de cette époque. Cette vision fit autorité pendant près d'un siècle. Même avec la montée de la critique féministe dans les années 1970, Anna Laetitia Barbauld ne reçut toujours aucune reconnaissance. Selon Margaret Edzell, les critiques féministes cherchaient à ressusciter une forme particulière de femme — en colère, résistant aux rôles dévolus aux femmes à son époque, et tentant de créer une « sororité » avec d'autres femmes. Anna Laetitia Barbauld n'entrait pas bien dans ces catégories, et ce n'est pas avant que l'on réexamine le romantisme et son canon à travers une profonde réorganisation du féminisme lui-même, que l'on retrouva l'image de la voix vibrante d'Anna Laetitia Barbauld.

## Analyse littéraire

### Poésie
La poésie d'Anna Laetitia Barbauld, qui traite d'une grande variété de sujets, a d'abord été lu par des critiques littéraires féministes cherchant à retrouver des femmes écrivains qui avaient été importantes à leur époque, mais avaient ensuite été oubliées par l'histoire littéraire. Le travail d'Isobel Armstrong reflète ce type d'étude : elle affirme qu'Anna Laetitia Barbauld, comme d'autres poétesses romantiques :
« (...) n'ont pas non plus consenti à l'idée d'un discours spécial réservé aux femmes, ni n'ont accepté qu'on les considère comme appartenant au royaume de l'irrationnel. Elles se sont engagées dans deux stratégies pour traiter le problème du discours affectif. D'abord, elles ont utilisé les formes « féminines » traditionnelles du langage, mais en les tournant vers l'analyse et en les utilisant pour réfléchir. Ensuite, elles ont défié les traditions philosophiques masculines qui amenaient à un discours discréditant l'expérience féminine, et ont remanié ces traditions. »

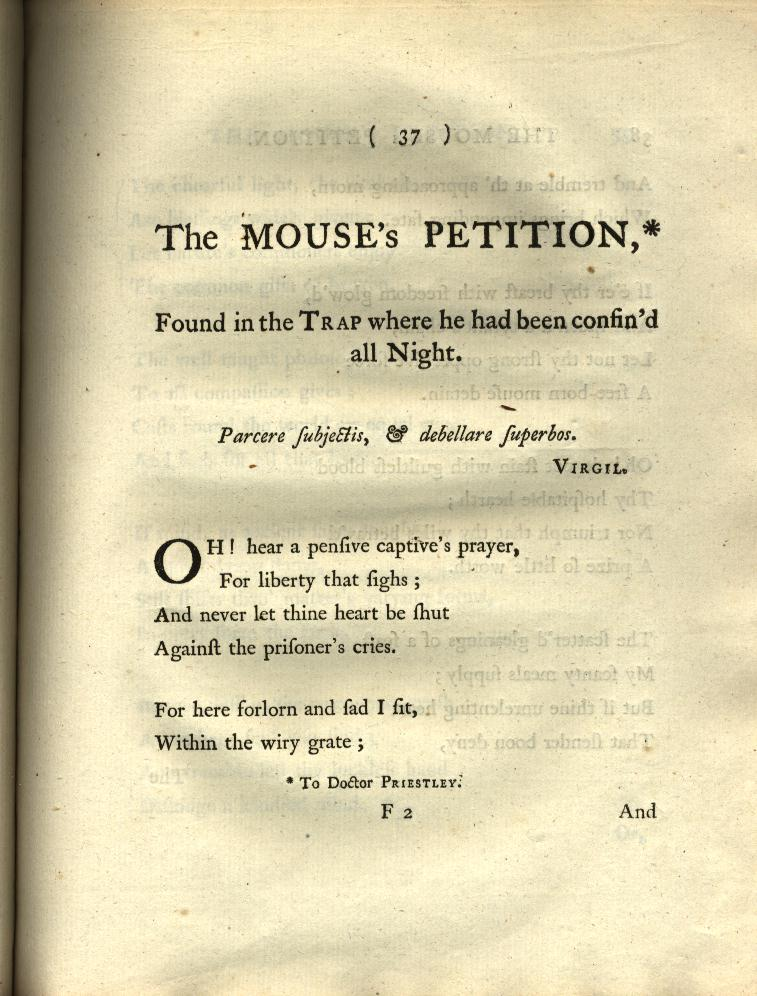
The Mouse's Petition, extrait de Poems d'Anna Laetitia Barbauld (1772)

Dans son analyse de Inscription for an Ice-House, Isobel Armstrong met en relief la réponse d'Anna Laetitia Barbauld à la caractérisation du sublime par Edmund Burke et aux théories économiques d'Adam Smith dans Wealth of Nations comme preuve de cette interprétation.
Le travail de Marlon Ross et d'Anne K. Mellor représentent une autre manière d'appliquer le point de vue de la théorie féministe à la redécouverte des femmes écrivains. Ils affirment qu'Anna Laetitia Barbauld et d'autres poétesses romantiques ont fait émerger une voix féminine distincte dans la sphère littéraire. En tant que femme et Dissidente, Anna Laetitia Barbauld avait un point de vue unique sur la société, selon Ross, et c'est cette position spécifique qui l'a « obligée » à publier des commentaires sociaux. Mais Ross ajoute que les femmes de l'époque subissaient une double contrainte : « elles pouvaient choisir de parler de politique dans des genres non-politiques, et donc risquer de beaucoup diminuer la clarté et la précision de leur passion politique, ou elles pouvaient choisir des genres littéraires ouvertement politiques en essayant de les imprégner d'un style « féminin » reconnaissable, risquant encore une fois d'atténuer leur but politique. » Donc, Anna Laetitia Barbauld et les autres poétesses romantiques écrivaient souvent des « poèmes occasionnels ». Ces poèmes, traditionnellement, étaient des commentaires souvent satiriques des événements nationaux, mais à la fin du XVIIIe siècle, ils devenaient de plus en plus sérieux et personnels. Les femmes écrivaient des poèmes sentimentaux, un style alors très en vogue, pour des occasions personnelles comme la naissance d'un enfant, et affirmaient qu'en commentant ainsi les petits événements de la vie, elles établissaient les fondements moraux d'une nation. Des spécialistes comme Ross et Mellor affirment que cette adaptation des styles existants est l'une des voies par lesquelles ces poétesses ont créé un romantisme féminin.

### Essais et poèmes politiques

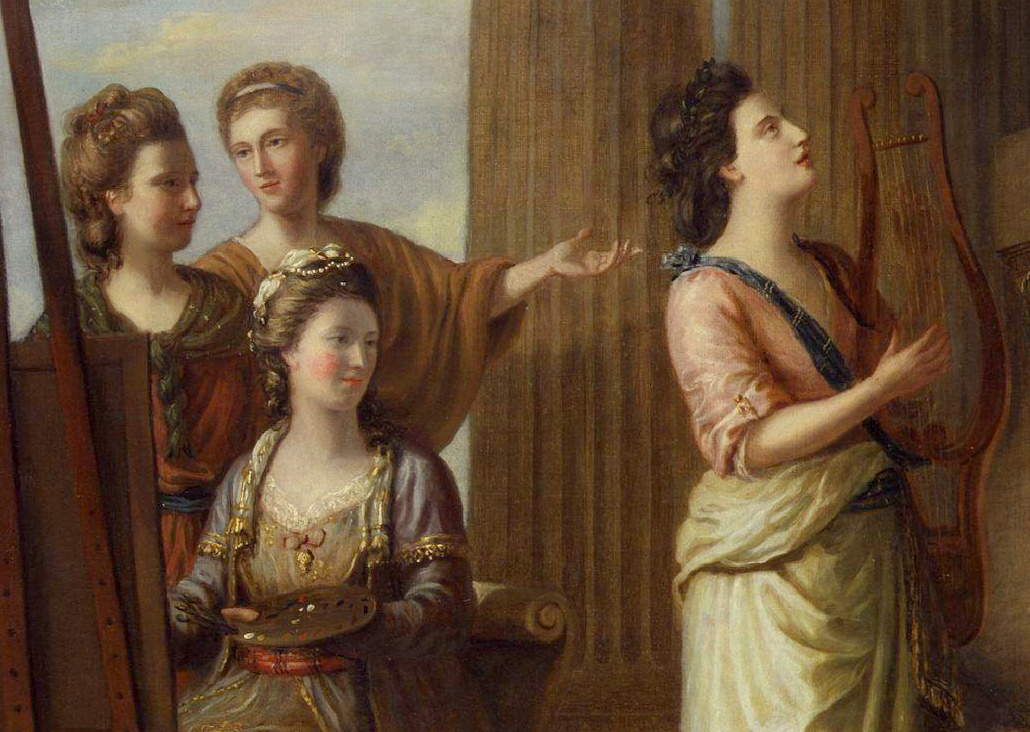
Détail de Nine Living Muses of Great Britain de Richard Samuel (1779) : Anna Laetitia Barbauld est debout derrière la peintre Angelica Kauffmann, faisant un geste de la main

Les textes politiques les plus marquants d'Anna Laetitia Barbauld sont : An Address to the Opposers of the Repeal of the Corporation and Test Acts (1790), Epistle to William Wilberforce on the Rejection of the Bill for Abolishing the Slave Trade (1791), Sins of Government, Sins of the Nation (1793) et Eighteen Hundred and Eleven (1812). Selon Harriet Guest, « le thème repris sans cesse dans les essais d'Anna Laetitia Barbauld dans les années 1790 est celui de la constitution du peuple comme un corps religieux, civique et national, et elle s'emploie toujours à mettre en valeur la continuité entre les droits des individus et ceux du public. »
Pendant trois ans, de 1787 à 1790, les Dissidents anglais avaient tenté de convaincre la Chambre des communes d'annuler le Test Act et le Corporation Act, deux lois limitant les droits civiques des Dissidents. Quand l'annulation fut rejetée pour la troisième fois, Anna Laetitia Barbauld revint brutalement sur la scène publique après « neuf ans de silence ». Son pamphlet accusateur est écrit sur un ton mordant et sarcastique ; il commence par « nous vous remercions pour le compliment aux Dissidents, quand vous supposez que dès qu'ils auront accès aux lieux de pouvoir et de profit, ces lieux en seront remplis. » Elle affirma que les Dissidents méritaient les mêmes droits que tous les autres : « Nous le demandons en tant qu'hommes, nous le demandons en tant que citoyens, nous le demandons en tant que bons sujets ». De plus, elle affirma que c'était l'isolation forcée imposée aux Dissidents qui les écartait, et rien d'inhérent à leur forme de culte. Enfin, en appelant au patriotisme britannique, elle ajouta qu'on ne pouvait pas permettre aux Français d'être meilleurs que les Anglais en termes de liberté.
L'année suivante, en 1791, après l'échec des efforts de William Wilberforce pour faire accepter par le Parlement l'abolition du commerce d'esclaves, Anna Laetitia Barbauld écrivit Epistle to William Wilberforce on the Rejection of the Bill for Abolishing the Slave Trade. Elle y appelait la Grande-Bretagne à rendre des comptes pour le péché que représente l'esclavage ; dans des tons violents, elle condamna « l'avarice » d'un pays content de permettre à sa richesse et à sa prospérité de venir du travail d'êtres humains en esclavage. De plus, elle donnait une image du maître et de la maîtresse de plantation révélant toutes les faiblesses de « l'entreprise coloniale : (une) femme indolente, voluptueuse, monstrueuse » et un « homme dégénéré, affaibli ».
En 1793, quand le gouvernement britannique appela la nation à soutenir la guerre, les Dissidents anglais pacifistes comme Anna Laetitia Barbauld furent confrontés à un dilemme moral : « obéir à l'ordre et violer leur conscience en priant pour la victoire d'une guerre qu'ils désapprouvaient ? Observer le soutien mais prêcher contre la guerre ? Défier la proclamation et refuser de prendre la moindre part au soutien ? » Anna Laetitia Barbauld en profita pour écrire un sermon intitulé Sins of Government, Sins of the Nation, traitant de la responsabilité morale de l'individu ; pour elle, chaque individu est responsable des actions de sa nation puisque chaque individu fait partie de la nation. Cet essai tente de déterminer quel est le bon rôle de l'individu dans l'état, et, alors qu'elle affirme que « l'insubordination » peut miner un gouvernement, elle admet qu'il y a des limites de « conscience » que l'on ne peut pas franchir même pour obéir au gouvernement. Le texte est une considération classique de l'idée d'une « guerre injuste ».
Dans Eighteen Hundred and Eleven (1812), écrit alors que le Royaume-Uni était en guerre contre la France depuis dix ans et était sur le point de perdre les guerres napoléoniennes, Barbauld publia une satire choquante du style de Juvénal ; elle y décrivait l'empire britannique comme sur le déclin alors que l'Amérique était en pleine croissance. Elle y affirmait que c'est à l'Amérique qu'allait revenir toute la prospérité et la renommée du Royaume-Uni, ce dernier n'étant plus qu'une ruine vide. Elle attribuait directement ce déclin à la participation du Royaume-Uni aux guerres napoléoniennes. Cette vision pessimiste du futur du Royaume-Uni fut, de manière prévisible, très mal accueillie : « les critiques, que ce soit dans les magazines libéraux ou conservateurs, allaient de la prudence à la négation paternaliste, voire à la condamnation outrée ». Anna Laetitia Barbauld, choquée par ces réactions, se retira de la vie publique. Même alors que le Royaume-Uni était finalement sur le point de gagner la guerre contre Napoléon, elle ne put s'en réjouir. Elle écrivit à une amie : « Je ne sais pas comment me réjouir de cette victoire, aussi splendide qu'elle soit, contre Buonaparte, quand je pense à l'horrible perte en vies, la masse de misère, que de tels combats gigantesques peuvent occasionner. »

### Littérature pour enfants

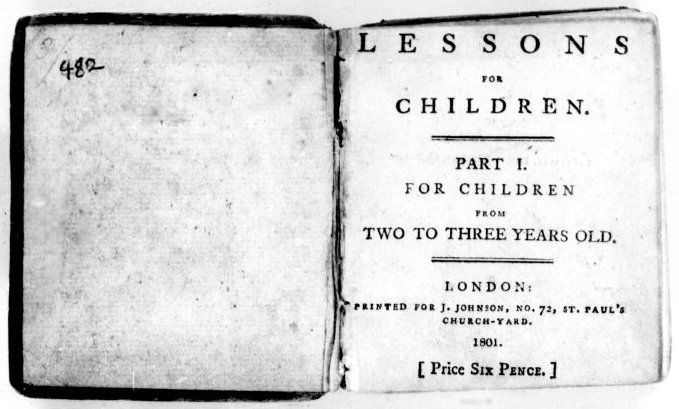
Page de titre de Lessons for Children of Three Years Old, Part I

Les œuvres d'Anna Laetitia Barbauld Lessons for Children et Hymns in Prose for Children furent une révolution dans la littérature pour enfants. Pour la première fois, les besoins de l'enfant lecteur étaient sérieusement pris en considération. Anna Laetitia Barbauld demanda à ce qu'on imprime ces livres en gros caractères avec de larges marges, pour les rendre plus facilement lisibles par les enfants ; plus important, elle y développa un style de « dialogue informel entre parent et enfant » qui fut dominant dans la littérature pour enfants pendant toute une génération. Dans Lessons for Children, un livre de lecture en quatre volumes adapté à l'âge de ses lecteurs, elle utilise le concept d'une mère instruisant son fils. Très probablement, de nombreux événements décrits dans le livre sont inspirés de l'expérience d'Anna Laetitia Barbauld elle-même quand elle instruisit son propre fils adoptif Charles. Mais cette série de livres est plus qu'un moyen d'apprendre à lire : elle « initie également l'enfant (lecteur) aux éléments des systèmes de symboles de la société et aux structures de concepts, inculque une éthique, et l'encourage à développer une certaine forme de sensibilité ». Le livre expose également à l'enfant les principes de « la botanique, la zoologie, les nombres, les changements d'état en chimie (...) le système monétaire, le calendrier, la géographie, la météorologie, l'agriculture, l'économie politique, la géologie, (et) l'astronomie ». La série devint relativement populaire, et Maria Edgeworth commenta, dans le traité d'éducation Practical Education (1798) coécrit avec son père, que c'est « un des meilleurs livres pour les sept à dix ans qui existe actuellement ».
Lessons for Children et Hymns in Prose for Children eurent un impact sans précédent pour des livres pour enfants ; non seulement ils influencèrent la poésie de William Blake et William Wordsworth, mais ils furent également utilisés pour apprendre à lire à plusieurs générations d'écoliers. Le spécialiste de la littérature pour enfants William McCarthy affrime que « Elizabeth Barrett Browning pouvait encore réciter les premières lignes de Lessons for Children à l'âge de trente-neuf ans ». Samuel Johnson et Charles James Fox ridiculisèrent les livres pour enfants d'Anna Laetitia Barbauld en disant qu'elle gaspillait ses talents ; cependant, elle-même pensait que ce qu'elle faisait était noble et en encourageait d'autres à la suivre. Selon sa biographe Betsy Rodgers, « elle a donné du prestige à la littérature de jeunesse, et en n'abaissant pas son niveau en écrivant pour les enfants, elle en a inspiré d'autres pour écrire à un niveau aussi élevé ». Grâce à elle, Sarah Trimmer et Hannah More sont encouragées à écrire pour les enfants pauvres et organiser à une grande échelle des écoles du dimanche ; Ellenor Fenn conçut et écrivit une série de livres de lecture et de jeux éducatifs pour les enfants des classes moyennes, et Richard Lovell Edgeworth entama l'une des premières études systématiques du développement de l'enfant, qui mena non seulement à un traité sur l'éducation coécrit avec sa fille Maria Edgeworth, mais aussi à un important recueil d'histoires pour enfants par Maria elle-même.
Anna Laetitia Barbauld coécrivit également avec son frère John Aikin une série en six volumes intitulée Evenings at Home (1793). C'est un mélange d'histoires, de fables, de drames, de poèmes et de dialogues. Sur de nombreux points, cette série concentre les idéaux de l'éducation de l'époque des Lumières : « la curiosité, l'observation, et le raisonnement ». Par exemple, la série encourage l'apprentissage des sciences à travers des activités quotidiennes : dans un chapitre intitulé A Tea Lecture, l'enfant apprend que la préparation du thé est « tout simplement une opération de chimie », ce qui est suivi de leçons sur l'évaporation et la condensation. Le texte met également l'accent sur le rationalisme : dans Things by Their Right Names, un enfant demande à son père de lui raconter l'histoire d'« un meurtre sanglant ». Le père commence à raconter, en utilisant des tournures propres aux contes de fées comme « il était une fois », mais surprend son fils avec certains détails, comme le fait que les meurtriers ont tous des casques d'acier. À la fin, l'enfant comprend qu'on lui a raconté une bataille, et le père conclut par « Je ne connais aucun meurtre qui soit ne serait-ce qu'à moitié aussi sanglant ». La tactique consistant à « défamiliariser » le monde pour forcer le lecteur à réfléchir rationnellement à son sujet, et le message anti-guerre, sont tous deux très présents dans Evenings at Home. Michelle Levy, spécialiste de cette période, affirme que la série encourageait les lecteurs à « devenir des observateurs critiques et, en cas de nécessité, des résistants explicites à l'autorité ». Cette résistance est apprise et pratiquée à la maison ; selon Michelle Levy, « Evenings at Home (...) revendique que la réforme sociale et politique doit commencer dans la famille » ; ce sont les familles qui sont responsables du progrès ou de la régression.
Selon Lucy Aikin, la nièce d'Anna Laetitia Barbauld, sa tante a écrit dans Evenings at Home les chapitres : The Young Mouse, The Wasp and Bee, Alfred, a drama, Animals and Countries, Canute's Reproof, The Masque of Nature, Things by Their Right Name, The Goose and Horse, On Manufactures, The Flying-fish, A Lesson in the Art of Distinguishing, The Phoenix and Dove, The Manufacture of Paper, The Four Sisters et Live Dolls.

### Travail éditorial
Anna Laetitia Barbauld édita plusieurs œuvres majeures vers la fin de sa vie, qui contribuèrent toutes à former le canon littéraire de l'époque tel qu'il est connu aujourd'hui. En 1804, elle édita la correspondance de Samuel Richardson, et écrivit une longue introduction biographique de cet homme qui fut peut-être le romancier le plus influent du XVIIIe siècle. Son « essai de 212 pages sur sa vie et ses œuvres (était) la première véritable biographie de Richardson ». L'année suivante, elle édita Selections from the Spectator, Tatler, Guardian, and Freeholder, with a Preliminary Essay, un recueil d'essais sur « l'esprit », les « manières » et le « goût ». En 1811, elle réalisa The Female Speaker, une anthologie de littérature sélectionnée pour les jeunes filles. Parce que, selon sa philosophie, ce que l'on lit étant jeune nous forme, elle prenait en considération la « délicatesse » de ses lectrices et « dirige(ait) leur choix vers des sujets plus particulièrement appropriés aux devoirs, aux occupations et aux dispositions du sexe faible ». L'anthologie était divisée en sections comme « pièces didactiques et morales » ou « pièces descriptives et pathétiques » ; elle incluait des vers et de la prose, écrits entre autres par Alexander Pope, Hannah More, Maria Edgeworth, Samuel Johnson, James Thomson et Hester Chapone.
Mais c'est sa série en cinquante volumes, The British Novelists, publiée à partir de 1810 avec un long essai introductif sur l'histoire du roman, qui lui a permis de placer sa marque sur l'histoire littéraire. C'était « la première édition anglaise à faire des critiques historiques complètes » et était en tous points « une entreprise de création d'un canon ». Dans l'essai qu'elle fit pour ce recueil, Anna Laetitia Barbauld légitimait le roman, qui était alors un genre controversé, en le reliant à la littérature antique de Perse et de Grèce. Pour elle, un bon roman est « un récit épique en prose, avec plus de personnages et moins (et dans les romans modernes, rien) de machinerie surnaturelle ». Elle affirmait que la lecture de romans avait de nombreux avantages : non seulement c'était un « plaisir domestique » mais aussi un moyen d'« inculquer des principes et des sentiments moraux » à la population. Anna Laetitia Barbauld écrivit aussi l'introduction biographique de chacun des cinquante auteurs présentés dans la série.

## Œuvres
Sauf mention contraire, la liste ci-dessous est tirée de l'article sur Anna Laetitia Barbauld du Dictionary of Literary Biography.
- 1768 : Corsica: An Ode
- 1773 : Poems
- 1773 : Miscellaneous Pieces in Prose (avec John Aikin)
- 1775 : Devotional Pieces, Compiled from the Psalms and the Book of the Job
- 1778 : Lessons for Children of Two to Three Years Old (London: J. Johnson[74],[75])
- 1778 : Lessons for Children of Three Years Old (London: J. Johnson)
- 1779 : Lessons for Children from Three to Four Years Old (London: J. Johnson[74])
- 1781 : Hymns in Prose for Children (London: J. Johnson[74])
- 1787 : Lessons for Children, Part Three (London: J. Johnson[74])
- 1788 : Lessons for Children, Part Four (London: J. Johnson[74])
- 1790 : An Address to the Opposers of the Repeal of the Corporation and Test Acts
- 1791 : An Epistle to William Wilberforce, Esq. on the Rejection of the Bill for Abolishing the Slave Trade (London: J. Johnson[75])
- 1792 : Civic Sermons to the People
- 1792 : Poems. A new edition, corrected. To which is added, An Epistle to William Wilberforce (London: J. Johnson[75])
- 1792 : Remarks on Mr. Gilbert Wakefield's Enquiry into the Expediency and Propriety of Public or Social Worship (London: J. Johnson[75])
- 1792-1796 : Evenings at Home, or The Juvenile Budget Opened (avec John Aikin, six volumes)
- 1793 : Sins of Government, Sins of the Nation
- 1794 : Reasons for National Penitence Recommended for the Fast Appointed on February 28, 1794
- 1798 : « What is Education? » Monthly Magazine 5
- 1800 : Odes, by George Dyer, M. Robinson, Anna Laetitia Barbauld, J. Ogilvie, &c. (Ludlow: G. Nicholson[75])
- 1802 : The Arts of Life (avec John Aikin)
- 1804 : The Correspondence of Samuel Richardson . . . to which are prefixed, a biographical account of that author, and observations on his writing, (London: Richard Phillips[75], édition avec une introduction biographique, six volumes)
- 1805 : Selections from the Spectator, Tatler, Guardian, and Freeholder, with a Preliminary Essay (London: J. Johnson[75], édition avec une introduction, trois volumes)
- 1805 : The Poetical Works of Mark Akenside (London: W. Suttaby[75], édition)
- 1810 : The British Novelists; with an Essay; and Prefaces, Biographical and Critical, by Mrs. Barbauld, (London: F. C. & J. Rivington[75], édition avec un essai introductif et des introductions biographiques des auteurs, 50 volumes)
- 1810 : An Essay on the Origin and Progress of Novel-Writing
- 1811 : The Female Speaker; or, Miscellaneous Pieces in Prose and Verse, Selected from the Best Writers, and Adapted to the Use of Young Women (London: J. Johnson[75], édition)
- 1812 : Eighteen Hundred and Eleven (London: J. Johnson[75])
- 1825 : The Works of Anna Laetitia Barbauld. With a Memoir by Lucy Aikin, Volume 1 (London: Longman[75], édition par la nièce d'Anna Laetitia Barbauld, Lucy Aikin)
- 1826 : A Legacy for Young Ladies, Consisting of Miscellaneous Pieces, in Prose and Verse (London: Longman[75], édité par Lucy Aikin après la mort d'Anna Laetitia Barbauld)

#### Biographies
- (en) Grace Ellis, A Memoir of Mrs. Anna Laetitia Barbauld with Many of Her Letters, Boston, James R. Osgood and Co., 1874 (lire en ligne)
- (en) Anna Letitia Le Breton, Memoir of Mrs. Barbauld, including Letters and Notices of Her Family and Friends. By her Great Niece Anna Letitia Le Breton, Londres, George Bell and Sons, 1874
- (en) William McCarthy, Anna Letitia Barbauld: Voice of the Enlightenment, Johns Hopkins University Press, 2009
- (en) J. Murch, Mrs. Barbauld and her Contemporaries, Londres, Longman, 1877
- (en) Anne Ritchie Thackeray, A Book of Sibyls, Londres, Smith, 1883
- (en) Betsy Rodgers, Georgian Chronicle: Mrs. Barbauld and Her Family, Londres, Methuen, 1958

#### Œuvres d'Anna Laetitia Barbauld
- (en) Anna Laetitia Barbauld, Anna Letitia Barbauld : Selected Poetry & Prose : Eds. William McCarthy & Elizabeth Kraft, Peterborough, Ontario, Broadview Press Ltd., 2002, 522 p. (ISBN 978-1-55111-241-1)
- (en) Anna Laetitia Barbauld, The Poems of Anna Letitia Barbauld : Ed. William McCarthy & Elizabeth Kraft, Athens, University of Georgia Press, 1994 (ISBN 0820315281)

#### Autres
- (en) Isobel Armstrong, Romantic Women Writers : Voices and Countervoices : Eds. Paula R. Feldman & Theresa M. Kelley, Hanover, University Press of New England, 1995, 326 p. (ISBN 978-0-87451-724-8), « The Gush of the Feminine : How Can we Read Women's Poetry of the Romantic Period? »
- (en) Julie Ellison, Re-Visioning Romanticism : British Women Writers, 1776–1837 : Ed. Carol Shiner Wilson & Joel Haefner, Philadelphie, Univ. of Pennsylvania Press, 1994, 329 p. (ISBN 978-0-8122-1421-5, BNF 45786531), « The Politics of Fancy in the Age of Sensibility »
- (en) Aileen Fyfe, « Reading Children's Books in Late Eighteenth-Century Dissenting Families », The Historical Journal, no 43.2,‎ 2000, p. 453-473
- (en) Harriet Guest, Small Change : Women, Learning, Patriotism, 1750–1810, Chicago, University of Chicago Press, 2000, 350 p. (ISBN 978-0-226-31052-7), « Anna Laetitia Barbauld and the Mighty Mothers of Immortal Rome »
- (en) Anne Janowitz, Women Romantic Poets : Anna Barbauld and Mary Robinson, Tavistock, Northcote House, 2003, 124 p. (ISBN 978-0-7463-0896-7)
- (en) Michelle Levy, « The Radical Education of Evenings at Home », Eighteenth-Century Fiction, no 19.1-2,‎ juillet 2006, p. 123-150
- (en) William McCarthy, « The Celebrated Academy at Palgrave: A Documentary History of Anna Letitia Barbauld's School », The Age of Johnson: A Scholarly Annual, no 8,‎ 1997, p. 279-392
- (en) William McCarthy, Romanticism and Women Poets : Opening the Doors of Reception : Eds. Harriet Kramer Linkin & Stephen C. Behrendt, Lexington, University Press of Kentucky, 1999, 294 p. (ISBN 978-0-8131-2107-9), « A 'High-Minded Christian Lady' : The Posthumous Reception of Anna Letitia Barbauld »
- (en) William McCarthy, « Mother of All Discourses: Anna Barbauld's Lessons for Children », Princeton University Library Chronicle, no 60.2,‎ 1999, p. 196-219
- (en) William McCarthy, Romantic Women Writers : Voices and Countervoices : Eds. Paula R. Feldman & Theresa M. Kelley, Hanover, University Press of New England, 1995, 326 p. (ISBN 978-0-87451-724-8), « 'We Hoped the Woman Was Going to Appear' : Repression, Desire, and Gender in Anna Letitia Barbauld's Early Poems »
- (en) Anne K. Mellor, Questioning Romanticism : Ed. John Beer, Baltimore, Johns Hopkins Univ. Press, 1995 (ISBN 978-0-8018-5052-3), « A Criticism of Their Own : Romantic Women Literary Critics »
- (en) Mitzi Myers, Feminine Principles and Women's Experience in American Composition and Rhetoric : Eds. Louise Wetherbee Phelps & Janet Emig, Pittsburgh, University of Pïttsburgh Press, 1995 (ISBN 978-0-8229-5544-3), « Of Mice and Mothers : Mrs. Barbauld's 'New Walk' and Gendered Codes in Children's Literature »
- (en) Sarah Robbins, « Lessons for Children and Teaching Mothers: Mrs. Barbauld's Primer for the Textual Construction of Middle-Class Domestic Pedagogy », The Lion and the Unicorn, no 17.2,‎ décembre 1993, p. 135-51
- (en) Marlon Ross, Re-visioning Romanticism : British Women Writers, 1776–1837 : Eds. Carol Shiner Wilson & Joel Haefner, Philadelphie, University of Pennsylvania Press, 1994, 329 p. (ISBN 978-0-8122-1421-5, BNF 45786531), « Configurations of Feminine Reform : The Woman Writers and the Tradition of Dissent »
- (en) Daniel E. White, « The 'Joineriana': Anna Barbauld, the Aikin Family Circle, and the Dissenting Public Sphere », Eighteenth-Century Studies, no 32.4,‎ 1999, p. 511-33